# Bishopden
Bishopden (Pinus muricata) is een soort uit het geslacht den (Pinus).

## Naam
Bishopden werd voor het eerst geïdentificeerd in de buurt van de San Luis Obispo de Tolosa-missie in San Luis Obispo (Californië) en dankt haar triviale naam daaraan. Andere triviale namen in het Engels zijn swamp pine, prickle cone pine, Obispo pine, Santa Cruz pine en dwarf marine pine. In het Spaans noemt men de boom pino obispo.

## Determinatie
Bishopden is een boom- of struikvormende, groenblijvende conifeer. Er zijn twee variëteiten: P. muricata var. borealis in het noorden en  P. muricata var. muricata in het zuiden. P. muricata var. borealis zijn blauwgroen en dicht torenvormig tot een hoogte van 30 meter. Hogere bomen zijn allengs meer afgerond en overhangend. Bishopdennen in de zuidelijke vindplaatsen zijn donkergroen en worden snel laag-koepelvormig, met bochtige takken op een meestal erg korte stam. De lijn die de noordelijke variëteit van de zuidelijke scheidt, is heel scherp en ligt 8 km ten zuiden van de grens tussen Mendocino en Sonoma County in Noord-Californië. Experimentele pogingen om ze te kruisen hebben steeds gefaald.
De schors van bishopden is net als bij montereyden bijna zwart en vaak ruw gekloofd. De knoppen zijn roodachtig met veel witte hars. De bladeren (naalden) staan in bundels van twee aan korte loten en worden 8 tot 15 cm lang. Ze zijn stijf en gebogen. Net als bij montereyden zijn de kegels van bishopden breed. De schubben zijn stijf en hebben allemaal een stekeltje. De schubben zijn het dikst aan de kant die van de stam weg is gekeerd. De kegels gaan pas open bij extreme hitte of na bosbrand en kunnen jarenlang gesloten blijven.

## Ecologie
Bishopden groeit op droge bergkammen en in winderige kustwouden, vaak in of bij venen of in andere oligotrofe bodems. Bishopdennen komen voor in associatie met verschillende eiken en cipressen. De boom deelt haar standplaats ook met zwaardvaren, Gaultheria shallon en Toxicodendron diversilobum in de ondergroei. Bishopden vormt op enkele plaatsen ook een associatie met mendocinocipres (Cupressus pigmaea) in de zogenaamde pygmy forests van Mendocino en Sonoma County, bossen waar door plaatselijke geologische condities uitsluitend miniatuurbomen voorkomen. Eén zo'n plaats is het Salt Point State Park.

## Verspreiding
Het natuurlijke verspreidingsgebied van bishopden is klein. De soort komt alleen voor op een aantal verspreide plaatsen langs de kust in de Amerikaanse staat Californië en in de Mexicaanse deelstaat Baja California. Bishopden komt van noord naar zuid voor in Mendocino, Sonoma en Marin County (meer bepaald in de Point Reyes National Seashore), rond Monterey, in San Luis Obispo en Santa Barbara County, op de eilanden Santa Cruz en Santa Rosa, ten zuiden van Ensenada, op Isla de Cedros en op Isla Guadalupe. Bishopden is in Europa af en toe in tuinen of bossen aangeplant.
De beschermingsstatus (Rode Lijst van de IUCN) is 'gevoelig'. In Mexico is bishopden erkend als bedreigde soort.
... · 
P. albicaulis (asgrijze den) · 
P. aristata (stoppelden) · 
P. balfouriana (vossenstaartden) · 
P. brutia (Turkse den) · 
P. canariensis (Canarische den) · 
P. cembra (alpenden) · 
P. contorta (draaiden) · 
P. densiflora (Japanse rode den) · 
P. halepensis (aleppoden) · 
P. heldreichii (Bosnische den) · 
Pinus hwangshanensis · 
P. jeffreyi (jeffreyden) · 
P. koraiensis (Koreaanse den) · 
P. lambertiana (suikerden) · 
P. longaeva (langlevende den) · 
P. monophylla · 
P. monticola (Amerikaanse witte den) · 
P. mugo (bergden) · 
P. muricata (bishopden) · 
P. nigra (zwarte den) · 
P. nigra subsp. laricio (Corsicaanse den)  · 
P. nigra subsp. nigra (Oostenrijkse den) · 
P. palustris (moerasden) · 
P. parviflora (Japanse witte den) · 
P. peuce (Macedonische den) · 
P. pinaster (zeeden) · 
P. pinea (parasolden) · 
P. ponderosa (gele den) · 
P. pumila (Siberische dwergden) · 
P. radiata (montereyden) · 
P. strobus (weymouthden) · 
P. sibirica (Siberische den) · 
P. sylvestris (grove den) · 
P. thunbergii (Japanse zwarte den) · 
P. wallichiana (tranenden) · 
...